# Heide Ahrens
Heide Ahrens (* 21. Januar 1962 in Bergen/Kr. Celle) ist eine deutsche Wissenschaftsmanagerin und seit Oktober 2020 Generalsekretärin der Deutschen Forschungsgemeinschaft (DFG). Gemeinsam mit der Präsidentin Katja Becker bildet sie in diesem Amt den Vorstand der DFG.

## Biografie
Ahrens studierte Politikwissenschaften, Kommunikationsforschung, Phonetik und Neuere deutsche Literatur und promovierte 1994 an der Rheinischen Friedrich Wilhelms-Universität Bonn. Parallel zu der Arbeit an ihrer Dissertation war sie von 1989 bis 1994 wissenschaftliche Mitarbeiterin des Bundestagsabgeordneten Volkmar Köhler. Ab 1995 war sie Referatsleiterin und stellvertretende Abteilungsleiterin in der Grundsatzabteilung der Alexander von Humboldt-Stiftung. 1999 übernahm sie neue Aufgaben als Programm-Managerin beim Stifterverband für die deutsche Wissenschaft.
2004 wechselte Ahrens in den Hochschulbereich und war zunächst Dezernentin für akademische Angelegenheiten der Universität Bremen. 2007 bis 2011 war sie Vizepräsidentin für Verwaltung und Finanzen der Carl von Ossietzky Universität Oldenburg, wo sie von Oktober 2008 bis Januar 2010 mit der Wahrnehmung der Geschäfte der Präsidentin betraut war.
Zwischen 2011 und 2017 war Ahrens Ministerialdirigentin und Leiterin der Wissenschaftsabteilung in den für Wissenschaft zuständigen Ministerien von Schleswig-Holstein. Ab 2017 leitete sie als Senatsdirektorin die Abteilung Hochschulen und Forschung bei der Senatorin für Wissenschaft in Bremen.
Als Generalsekretärin der Deutschen Forschungsgemeinschaft ist sie seit 2022 Vorstandsmitglied des Vereins Ombudsgremium für die wissenschaftliche Integrität in Deutschland und seit 2023 Kuratoriumsmitglied des Zentrums für Wissenschaftsmanagements.